# Columnea aliena
Columnea aliena là một loài thực vật có hoa trong họ Tai voi. Loài này được (C.V.Morton) C.V.Morton mô tả khoa học đầu tiên năm 1971.